# InDrive
inDrive (до ребрендинга в 2022 году носил название inDriver) — международный сервис пассажирских перевозок, работающий по децентрализованной модели. Все условия поездки определяются в результате договорённости между водителями и пассажирами.
Мобильное приложение inDrive доступно для платформ Android и iOS. На 2019 год сервис насчитывает более 150 миллионов установок в 48 странах мира. В январе 2020 года, inDrive входил в топ-3 крупнейших райдшеринговых сервисов мира, согласно данным исследовательского агентства Sensor Tower.
Торговая марка inDrive принадлежит кипрской компании Suol Innovations LTD (регистрационный номер ΗΕ 333944), директором которой являются Арсен Томский, должность финансового директора занимает бывший председатель совета директоров ООО «Голдман Сакс Банк» Седов Дмитрий Анатольевич. В разных регионах (в том числе в США) юридическим агентом торговой марки выступают несколько локальных компаний.

## История сервиса
Сервис был создан под названием inDriver в 2012 году в Якутске, одном из самых холодных городов мира. Сервис вырос из группы социальной сети «ВКонтакте» под названием «Независимые водители» (англ. Independent Drivers). Группу создали студенты в ответ на практику повышения цен местными службами такси в дни понижения температуры воздуха. Участники группы публиковали маршрут и цену, которую они готовы заплатить за поездку, водители напрямую связывались с заказчиками и выполняли заказы. В 2013 году компания «Синет» для данной группы создала программу сервиса перевозок.

### Международная экспансия
Первый международный старт состоялся в декабре 2014 года в Астане (Казахстан).
В апреле 2018 года компания вышла на рынок стран Центральной и Южной Америки. В апреле этого же года сервис запустился в Мексике — первым городом стал Сальтильо, административный центр штата Коауила. В мае, июне и июле сервис запустился в Гватемале, Колумбии, Перу, Сальвадоре, Чили, Бразилии и Эквадоре.
В ноябре 2018 года компания вышла на рынок Африки, запустив сервис в Танзании. Компания заявила о планах запустить сервис ещё в 300 городах в 30 странах мира до конца 2019 года.
На сегодняшний день[на какой?] сервис работает в Латинской Америке, Африке, Индии и Азии.
В 2018 году компания открыла офис в Нью-Йорке, а позже — штаб-квартиру в Маунтин-Вью, штат Калифорния.
В июне 2022 года inDrive объявил о начале работы в Австралии.
В июле 2023 года inDrive начал работу в Майами, штат Флорида.

### Развитие компании
В феврале 2017 года сервис преодолел отметку в 100 млн поездок. К этому моменту в сервисе было зарегистрировано уже более 5 миллионов пользователей.
Из-за пандемии COVID-19 весной 2020 года компания запустила программу «Медработник в пути», чтобы помочь работникам здравоохранения по всему миру. Несмотря на карантин, в июле 2020 количество пользователей сервиса достигло 50 миллионов.
В мае 2021 количество поездок при помощи сервиса достигло 1 миллиарда.
В начале 2021 года компания получила статус «единорога» по итогам инвестиционного раунда в $150 млн от фондов Insight Partners, General Catalyst и Bond Capital, оценивших компанию в $1.23 млрд.
К марту 2022 года компания создала региональные операционные центры в Америке, Азии, на Ближнем Востоке, в Африке и странах СНГ для поддержки своего бизнеса.
В inDrive входят и другие сервисы — «Курьеры», «Мастера», «Грузовые», «Межгород» — работающие по тому же принципу прямых договоренностей между пользователями. inDrive является самым быстрорастущим в мире онлайн-сервисом для заказа поездок. Приложение компании было скачано более 150 млн раз. Сервис работает в более чем 655 городах в 48 странах. Штаб-квартира расположена в Маунтин-Вью, Калифорния.
Оценочная стоимость компании превысила 1 млрд долларов.
В октябре 2022 года компания провела ребрендинг и поменял название на с inDriver на inDrive, трансформировавшись в группу компаний.
В 2022 году, на фоне санкций, Якутский офис InDrive был перемещён в Казахстан. Позже российское подразделение компании было выделено из международной структуры InDrive и фактически стало развиваться самостоятельно. В мае 2023 года на базе этого бывшего российского inDrive была образована аналогичная компания Drivee, а международная компания InDrive прекратила работу на территории России.
В 2024 году руководство компании закрыло штаб квартиру в США, оставив там лишь административный офис, таким образом к 2024 году ключевые офисы inDrive располагались в Алматы, Лимассоле и в Лондоне.

## Награды
- inDrive был назван лучшим приложением Google Play в Бразилии в 2019 году[37].
- В 2022 году inDrive получил награду SHIELD Trust Awards[38].